# Barrio Nuevo, General Heliodoro Castillo
Barrio Nuevo är en ort i Mexiko.   Den ligger i kommunen General Heliodoro Castillo och delstaten Guerrero, i den södra delen av landet, 200 km söder om huvudstaden Mexico City. Barrio Nuevo ligger 1 237 meter över havet och antalet invånare är 181.
Terrängen runt Barrio Nuevo är huvudsakligen kuperad, men söderut är den bergig. Runt Barrio Nuevo är det ganska glesbefolkat, med 21 invånare per kvadratkilometer. Närmaste större samhälle är Tlacotepec, 5,3 km väster om Barrio Nuevo. I omgivningarna runt Barrio Nuevo växer huvudsakligen savannskog.